# Making Democracy Work
Making Democracy Work: Civic Traditions in Modern Italy (en español: Para que la democracia funcione: tradiciones de participación cívica en la Italia moderna) (ISBN 978-0691078892) es una obra publicada en 1993 por Robert D. Putnam (en colaboración con Robert Leonardi y Raffaella Y. Nanetti) a través del fondo editorial de la Universidad de Princeton. El libro sostiene la tesis principal de que el capital social es un factor clave en lo relativo a la eficiencia institucional y el mantenimiento del sistema democrático. Los autores estudiaron la eficiencia de los veinte gobiernos regionales de Italia a partir de 1970, que eran instituciones similares pero dentro de contextos sociales, económicos y culturales distintos. Descubrieron que los gobiernos regionales eran más eficientes, manteniendo constante el resto de factores, cuando se inscribían en contextos donde se daban fuertes tradiciones de participación cívica. La obra ha recibido miles de citas académicas.
La obra también evalúa las diferencias existentes entre el centro y norte de Italia y el sur de Italia. Sobre el año 1000 de nuestra era, la Italia centro-norte contaba con una sociedad civil más activa, donde muchos ciudadanos participaban en la política y en las asambleas de sus comunidades. Los italianos de estas regiones tenían una confianza mutua por sus conciudadanos y el estilo de gobierno era horizontal. La política tenía un carácter menos jerárquico en sus regiones. Sin embargo, el sur de Italia era muy distinto: un grupo de mercenarios normandos estableció un orden en la zona. La estructura de gobierno era mucho más vertical. Los campesinos se hallaban sujetos a los caballeros y, a su vez, los caballeros se hallaban sujetos a los reyes. La Italia centro-norte implementó un sistema de tipo democrático para sus ciudadanos. A su vez, la Italia meridional creó un sistema aristocrático y feudal de gobierno. Putnam llega a la conclusión de que estas diferencias de orden histórico, aun muchos siglos después, siguen siendo útiles a la hora de explicar las diferencias entre el norte y el sur en lo que se refiere a gobernanza.
Putnan cree que para que funcione la democracia ha de existir cierto nivel de confianza mutua entre los ciudadanos y un sistema de gobierno más horizontal, rasgos de los que ha disfrutado la Italia centro-septentrional. Putnam sostiene en Making Democracy Work que es la sociedad civil la que genera riqueza y no la riqueza la que da lugar a la sociedad civil. La naturaleza cívica de la Italia centro-septentrional, que data de tiempos medievales, ha dado lugar a que la región sea próspera en tiempos modernos. El sur de Italia, a su vez, habiéndose caracterizado por una naturaleza más feudalizante durante la Edad Media ha dado lugar a que la región sea el foco de origen de la Mafia y a una región con menos éxito. Según Putnam, la estructura jerárquica de la mafia sería muy similar a la de los orígenes feudales del sur de Italia. Putnam cree que las tremendas diferencias de sus estructuras medievales de gobierno dieron lugar a diferencias igualmente marcadas en lo político y en lo económico tanto en el sur como en el centro y norte de Italia.